# Тріщевський
Трі́щевський (рос. Трещевский) — селище у складі Топкинського округу Кемеровської області, Росія.

## Населення
Населення — 758 осіб (2010; 846 у 2002).
Національний склад (станом на 2002 рік):
- росіяни — 96 %